# Cherokee d'Ass
Cherokee d'Ass (California; 11 de febrero de 1976) (48 años) es una actriz pornográfica estadounidense de ascendencia afroestadounidense. Debutó en la industria pornográfica en 1999, con tan sólo 23 años de edad.
Un año antes, cuando aún no tenía intenciones de entrar en el porno, necesitaba dinero extra así que comenzó a bailar, y luego a hacer videos y películas. Durante la mayor parte de su carrera, ella fue una copa natural B, y su gran y redondo trasero su mayor distinción.
En 2009, Cherokee abrió su sitio oficial y aumento sus pechos a copa D.
Ha estado activa en la industria porno desde 1999 hasta 2015.

## Premios y nominaciones
| Año  | Premio        | Resultado | Categoría                  | Trabajo |
| ---- | ------------- | --------- | -------------------------- | ------- |
| 2009 | AVN Award     | Nominada  | Unsung Starlet of the Year |         |
| 2011 | Urban X Award | Ganadora  | Biggest Ass in Porn        |         |